# Procesoperatør
 Denne artikel omhandler overvejende eller alene danske forhold. Hjælp gerne med at gøre artiklen mere almen.
En procesoperatør er en faglært person, der kan arbejde med procesanlæg indenfor den industrielle verden. 

## Arbejdsområde
Procesoperatørens arbejde er blandt andet overvågning af procesanlæg, vedligehold af procesudstyr/produktionsanlæg. Som procesoperatør kan man arbejde indenfor mange forskellige brancher f.eks.: medicinal, bioteknik, pelsindustrien, fødevarer, kemikalier osv.

## Historie
Procesoperatøruddannelsen er en nyere uddannelse, som er dannet for at leve op til kravene fra den industrielle branche, som igennem de senere år er blevet automatiseret med PLC-styring computere. Derudover stilles der større krav til at kunne fejlfinde, samt en generel viden om teknik og kemi.

## Uddannelse
I Danmark kan man blive procesoperatør ad flere veje. Man kan tage grundforløbet 'strøm, styring og IT', og derefter finde en læreplads i et offentligt eller privat firma. 
Uddannelsen tager 4 år, hvor man i perioder på 5-7 uger (6 hovedforløb), med undtagelse af grundforløbet som varer 20 uger, bliver indkaldt til undervisning på en erhvervsskole. Hovedparten af uddannelsen foregår i det firma, hvormed der er indgået lærekontrakt. På den måde opnås en erhvervserfaring forholdsvis hurtigt, hvilket har en positiv indflydelse, når eleven bliver indkaldt til skoleundervisning. 
Procesoperatøruddannelsen kan erhverves hos: KTS Emdrup ( tidligere KTS Sukkertoppen i Valby), Processkolen i Kalundborg eller teknisk skole i Fredericia.

## Videreuddannelsesmuligheder
En procesoperatør kan bruge sin uddannelse som basis for videreuddannelse inden for:
- Automationsteknolog
- Driftsteknolog- offshore
- Energiteknolog
- Produktionsteknolog
- Laborant
- Miljøteknolog
- Procesteknolog
- Ernæringsteknolog
- Endvidere kan man med adgangsbevis til DTU blive ingeniør.

## Eksterne links
- Uddannelsesguiden om uddannelsen som procesoperatør